# The Sons of Odin
Sons Of Odin – minialbum amerykańskiej grupy muzycznej Manowar wydany w 2006 roku.

## Lista utworów
1. "The Ascension (Live)"
2. "King of Kings (Live)"
3. "Odin"
4. "Gods of War"
5. "The Sons of Odin"

## Twórcy
- Eric Adams – śpiew
- Karl Logan – gitara
- Scott Columbus – perkusja
- Joey DeMaio – gitara basowa